# Boštjan Cesar
Boštjan Cesar, född 9 juli 1982 i Ljubljana, Jugoslavien (nuvarande Slovenien), är en slovensk före detta fotbollsspelare som bland annat spelade för den italienska klubben Chievo och Sloveniens landslag.